# Transfusion sanguine chez les Témoins de Jéhovah
Les Témoins de Jéhovah n'acceptent pas de transfusion de sang total ou de l'un de ses composants majeurs (les globules rouges, les globules blancs, les plaquettes et le plasma). Ils ne donnent pas non plus leur sang ni ne le mettent en réserve en vue d'une autotransfusion. Toutefois, l'organisation dirigeante laisse à la conscience des fidèles la décision d'accepter certaines fractions du sang comme l'albumine, les immunoglobulines ou les préparations pour hémophiles,. Le corps médical dispose maintenant d'alternatives à la transfusion sanguine acceptées par les Témoins de Jéhovah ; toutefois, elles ne sont envisageables que « dans le cadre strict de la chirurgie programmée, sous certaines conditions définies », alors que « dans le cadre de l'urgence, il n'existe pas aujourd'hui de produits disponibles en alternative à la transfusion de globules rouges ».
Des opposants aux Témoins de Jéhovah reprochent à leurs dirigeants d'avoir indirectement causé la mort de fidèles à la suite d'un refus de ce soin,. Yannick Thiels souligne que de nombreuses accusations portées contre les Témoins de Jéhovah pour leur refus des transfusions apparaissent comme des histoires sensationnelles sans grand contenu intellectuel.

## Partie doctrinale

### Doctrine des Témoins de Jéhovah

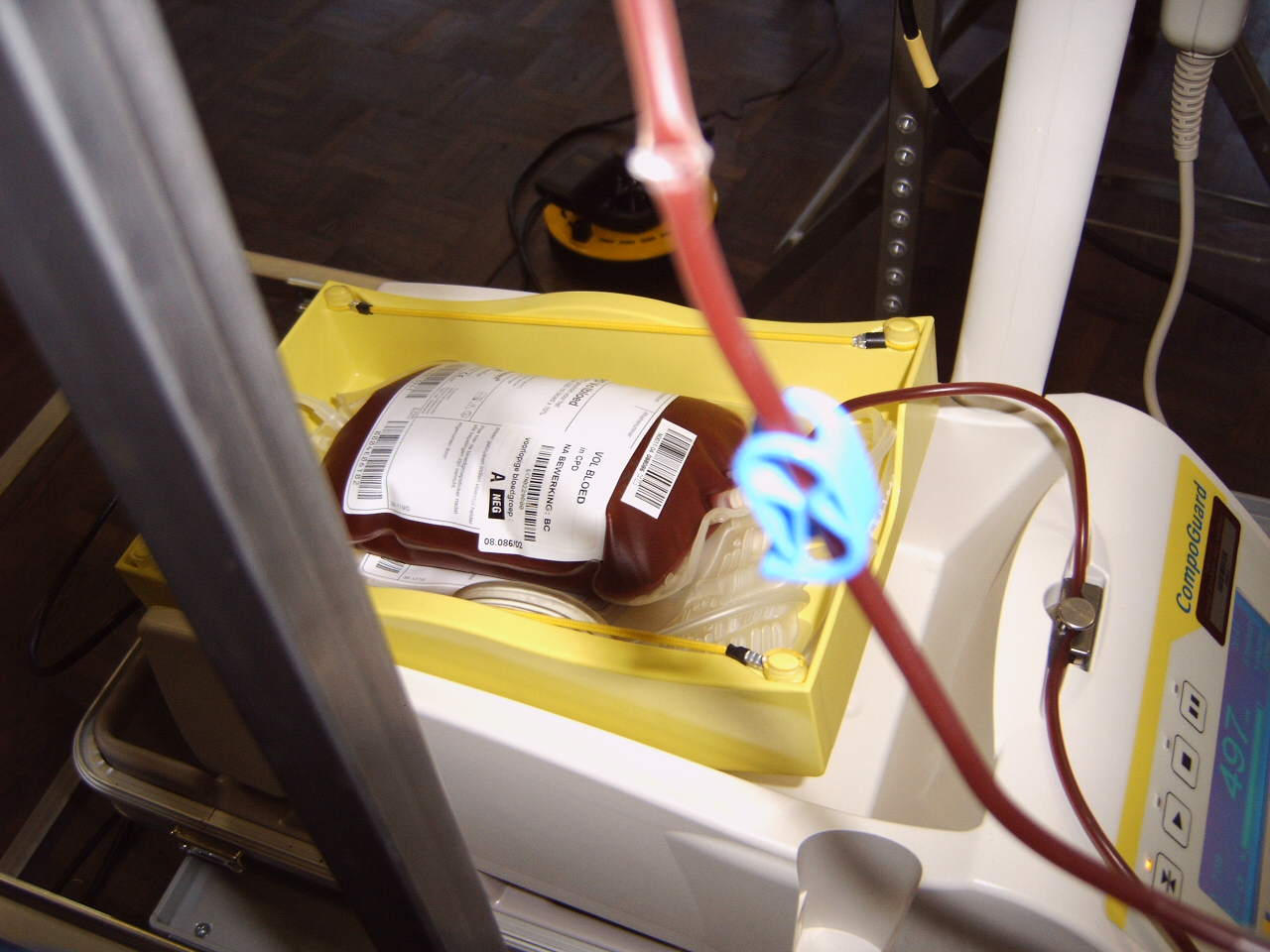
Les Témoins de Jéhovah refusent les transfusions de sang total.

Les Témoins de Jéhovah fondent leur point de vue sur l'utilisation du sang sur les versets de la Bible suivants : Genèse 9 : 5 ; Lévitique 17 : 13, 14 ; Actes 15 : 28, 29 ; et Actes 21 : 25. Suivant leur compréhension de ces versets bibliques, ils en déduisent le principe selon lequel le sang a un caractère sacré et qu'il ne peut en être fait un mauvais usage. En conséquence, ils refusent non seulement la consommation d'aliments contenant du sang humain ou animal, mais encore toute utilisation thérapeutique de sang, qu'il s'agisse de sang allogénique total, de plasma, de concentrés globulaires, plaquettaires ou leucocytaires. Ils s'opposent également à la collecte anticipée de leur sang pour une utilisation différée, puisque le sang sorti du corps doit être versé à terre. En revanche, à la suite de directives de leur mouvement sur ces points, nombre de Témoins de Jéhovah acceptent désormais la transfusion de sang autologue au cours de procédures telles que l'hémodilution ou la récupération per- ou postopératoire du sang, dans la mesure où ils considèrent que c'est une extension de leur système circulatoire. La décision concernant l'utilisation de certains produits de fractionnement du plasma (albumine, immunoglobulines, antithrombine, facteurs de coagulation...) est depuis peu laissée à la conscience de chacun.

### Critiques
Plusieurs critiques peuvent être opposées à cette interprétation des écritures bibliques :
- Les transfusions sanguines n'existaient pas du temps des apôtres, ils ont donc prononcé cette interdiction d'un point de vue alimentaire : il ne fallait pas manger de sang. D'ailleurs, cet interdit biblique est entouré dans le texte par des interdits alimentaires. Le texte admet donc plusieurs interprétations.
- Se faire transfuser du sang n'équivaut pas à manger du sang. Pendant longtemps, les revues du mouvement religieux ont affirmé que médicalement c'était la même chose ; elles ont abandonné ce point de vue, néanmoins l'interdit demeure.
- Cette mesure était une règle de vie de la communauté chrétienne permettant d'apaiser les tensions entre juifs chrétiens et nouveaux convertis païens : les apôtres proposaient à ces derniers de suivre les lois réservées à ceux qui craignaient Dieu dans le judaïsme de l'époque. Par fornication, il fallait donc entendre certaines relations sexuelles autorisées chez les païens, mais considérées comme adultères par les juifs ; quant au sang, il s'agissait d'une certaine façon de cuisiner en usant de sang, donc rien à voir avec les transfusions.
- Par rapport à Lévitique 17:13,14, c'est la vie qui est sacrée (l'âme) et qui appartient à Dieu, le sang en lui-même n'est sacré que parce qu'il porte la vie. Les Témoins de Jéhovah se tromperaient dès lors de cible : on n'a pas le droit de prendre la vie d'un animal ou d'un humain sans la permission de Dieu, qui est le seul propriétaire de la vie ; pour démontrer le respect de cette règle, on rend la vie de l'animal tué à Dieu, en versant le sang. Or, dans le cadre d'une transfusion sanguine, le sang n'a pas été obtenu par un meurtre ou un abattage, le donneur restant bien heureusement en vie ; dès lors, dans ce cadre, le sang perd toute valeur sacrée. Dans tous les cas, ce passage est aboli par le Nouveau Testament, au même titre que les sacrifices d'animaux.
- La liste des produits tirés du sang, autorisés par les dirigeants du mouvement ou « laissés à la conscience du chrétien » (dans le langage Témoin de Jéhovah), a varié considérablement au fil des ans ; on ne sait toujours pas comment, à partir des textes cités ci-dessus, les Témoins de Jéhovah en arrivent à la liste des produits et techniques faisant appel au sang, autorisés ou interdits, reproduite ci-dessus.

## Partie juridique

### La législation

#### France
En France, le droit a évolué ces dernières années à propos de la relation médecin-patient. En particulier, l'article L. 1111-4 du Code de la santé publique, issu de la loi Kouchner du 4 mars 2002 relative aux droits des malades, établit clairement le respect de la volonté du patient :
« Le médecin doit respecter la volonté de la personne après l'avoir informée des conséquences de ses choix. Si la volonté de la personne de refuser ou d'interrompre un traitement met sa vie en danger, le médecin doit tout mettre en œuvre pour la convaincre d'accepter les soins indispensables. [...] Aucun acte médical ni aucun traitement ne peut être pratiqué sans le consentement libre et éclairé de la personne et ce consentement peut être retiré à tout moment. »

Dans le cas des mineurs, selon le même article, le médecin doit prendre les décisions qu'il juge nécessaires à la santé de l'enfant, même contre l'avis des parents :
« Le consentement du mineur ou du majeur sous tutelle doit être systématiquement recherché s'il est apte à exprimer sa volonté et à participer à la décision. Dans le cas où le refus d'un traitement par la personne titulaire de l'autorité parentale ou par le tuteur risque d'entraîner des conséquences graves pour la santé du mineur ou du majeur sous tutelle, le médecin délivre les soins indispensables. »

### La jurisprudence
Voici une liste d'affaires en rapport avec les Témoins de Jéhovah et la transfusion sanguine et pour lesquelles la justice est intervenue, soit pour passer outre à un refus de transfusion sanguine, soit pour condamner des médecins qui l'avaient pratiquée contre l'avis de leur patient.

#### Europe
La Cour européenne des Droits de l'Homme a rendu en 2024 deux arrêts à l'unanimité, relatifs à deux décisions de la justice danoise et de la justice espagnole, qui affirment qu'un patient Témoin de Jéhovah peut refuser une transfusion sanguine indispensable à sa survie, pourvu que son refus puisse être authentifié. Ces deux affaires, Pindo Mulla c/ Espagne et Lindholm c/ Danemark, ont vu un patient Témoin de Jéhovah être transfusé contre son gré lors d'une situation d'urgence. Il ressort de ces décisions que les États sont tenus de prendre en compte les directives anticipées des patients mais que celles-ci ne doivent pas nécessairement être contraignantes. L'Espagne a cependant été condamnée car sa législation donne un effet contraignant aux directives du patient, et qui n'avaient pas été respectées malgré une actualisation de celles-ci auprès des médecins ; dans le cas du Danemark sa décision n'a pas été remise en cause car le patient n'était pas en mesure de réitérer son refus des transfusions indiqué dans ses directives anticipées.

##### France
Même après l'adoption de la loi de 2002 relative aux droits des malades et à la qualité du système de santé, la jurisprudence française reste constante pour ce qui est d'autoriser le médecin à transfuser un patient contre son gré, si le pronostic vital le justifie.
Dans son ordonnance du 16 août 2002, le Conseil d'État a considéré que « le droit pour le patient majeur de donner, lorsqu'il se trouve en état de l'exprimer, son consentement à un traitement médical revêt le caractère d'une liberté fondamentale », mais que les médecins ne portent pas une atteinte grave et manifestement illégale à celle-ci « lorsqu'après avoir tout mis en œuvre pour convaincre un patient d'accepter les soins indispensables, ils accomplissent, dans le but de tenter de le sauver, un acte indispensable à sa survie et proportionné à son état ».
Affaire de l'Assistance publique - Hôpitaux de Paris - 2000
- 25 novembre 2000 : Une femme, Témoin de Jéhovah, a été hospitalisée en vue de recevoir des soins de chirurgie réparatrice, puis a été victime d'une hémorragie dont l'importance (perte en une heure de plus du tiers de la masse sanguine) a suscité une intervention d'urgence accompagnée d'une transfusion sanguine, alors que cette patiente avait exprimé par écrit son refus de toute thérapeutique faisant intervenir l'utilisation du sang sous quelque forme que ce soit. La patiente a alors demandé la condamnation de l'Assistance publique-hôpitaux de Paris, qui avait donné les soins, au paiement de dommages et intérêts en réparation du préjudice moral qu'elle estimait avoir subi. La Cour administrative d'appel de Paris, dans un arrêt du 9 juin 1998, a rejeté sa requête, car « ne saurait être qualifié de fautif le comportement de médecins qui, dans une situation d'urgence, lorsque le pronostic vital est en jeu, et en l'absence d'alternative thérapeutique, pratiquent les actes indispensables à la survie du patient et proportionnés à son état, fût-ce en pleine connaissance de la volonté préalablement exprimée par celui-ci de les refuser pour quelque motif que ce soit »[11].

Affaire de l'Assistance publique des Hôpitaux de Paris - 2001
- 29 octobre 2001 : Par une décision en date du 26 octobre 2001, le juge administratif suprême a statué sur la responsabilité de l'Assistance publique des Hôpitaux de Paris du fait de la transfusion sanguine d'un malade appartenant aux Témoins de Jéhovah et a refusé de reconnaître une quelconque faute de la part du centre hospitalier. M. X a été hospitalisé le 2 janvier 1991 dans un centre hospitalier de l'Ouest parisien en raison d'une insuffisance rénale aiguë, puis transféré dans un autre centre hospitalier en raison de l'aggravation de son état. Avant son transfert M. X avait déclaré qu'il refusait, en tant que Témoin de Jéhovah, que lui soient administrés des produits sanguins, même dans l'hypothèse où ce traitement constitueraient le seul moyen de sauver sa vie. Il avait eu l'occasion de répéter à plusieurs reprises ce refus. Or, avant son décès, plusieurs transfusions sanguines ont été pratiquées à la suite de l'apparition d'une grave anémie. Son épouse, également Témoin de Jéhovah, a décidé de saisir la juridiction administrative afin de voir réparé le préjudice qui serait résulté pour son mari de la méconnaissance de la volonté qu'il a exprimée. Dans une première instance, le Tribunal administratif de Paris a rejeté le 5 avril 1995 la demande. Cette décision a été ensuite confirmée le 9 juin 1998 par un arrêt de la Cour administrative d'appel de Paris[12]. Dans cet arrêt, la Cour précisait que « l'obligation faite au médecin de toujours respecter la volonté du malade en l'état de l'exprimer trouve sa limite dans l'obligation qu'à également le médecin conformément à la finalité même de son activité, de protéger la santé, c'est-à-dire, la vie elle-même de l'individu ». Cette position tendant de manière générale à faire prévaloir l'obligation de sauvegarder la vie sur le respect de la volonté du malade a été jugée contraire au droit par le Conseil d'État dans cette affaire. Néanmoins, souhaitant juger l'affaire au fond, le Conseil d'État a examiné lui-même le fond de la requête. Le juge administratif relève tout d'abord que « compte tenu de la situation extrême dans laquelle M. X se trouvait, les médecins qui le soignaient ont choisi, dans le seul but de tenter de le sauver, d'accomplir un acte indispensable à sa survie et proportionnée à son état ». Dans ces conditions, et « quelle que fût par ailleurs leur obligation de respecter une volonté fondée sur des convictions religieuses », le centre hospitalier n'a commis aucune faute. Ainsi, le Conseil d'État admet la possibilité pour le médecin d'aller à l'encontre de la volonté de son patient (fondée sur des convictions religieuses). L'acte doit être indispensable à la survie du patient et être proportionné à son état. Au surplus, le juge administratif relève que les transfusions sanguines étaient imposées comme le seul traitement susceptible de sauvegarder la vie du malade. Ainsi, on ne pouvait reprocher en aucune sorte au centre hospitalier de n'avoir pas mis en œuvre d'autres traitements, potentiellement alternatifs. En outre, le Conseil d'État a repoussé les conclusions de la requérante tendant à considérer que les transfusions sanguines administrées constitueraient un traitement inhumain et dégradant. Cette décision est assez intéressante. En effet, le patient perd d'une certaine manière la possibilité d'exprimer son opinion, et même de refuser telle ou telle opération. L'obligation de recueillir préalablement à toute intervention l'aval du patient ne tiendrait plus, dès lors que la survie du malade serait en cause. Cette dernière deviendrait alors prioritaire[13].

Affaire du Centre hospitalier universitaire de Saint-Étienne - 2002
- 16 août 2002 : Mme Valérie Feuillatey, hospitalisée le 28 juillet 2002 au service des soins intensifs post-opératoires du centre hospitalier de Saint-Étienne, a fait savoir oralement puis confirmé par écrit qu'en raison des convictions qui sont les siennes comme Témoin de Jéhovah, elle refusait, quelles que soient les circonstances, l'administration de tout produit sanguin. Elle a subi dans le CHU une intervention de chirurgie orthopédique dans les suites d'un traumatisme, mais le saignement postopératoire s'est accompagné d'une anémie profonde malgré l'administration régulière de fer par voie intraveineuse, d'érythropoïétine recombinante humaine et l'arrêt de tout médicament pouvant altérer l'hémostase. Le 5 août 2002, alors que son taux d'hémoglobine était à 3,8 g/dl (vérifié à 3,7 sur l'autre bras), elle était tachycarde, hypotendue, polypnéique et en sueurs, mais maintenait son refus. Les médecins du centre hospitalier, estimant que le recours à une transfusion sanguine s'imposait pour sauvegarder la vie de la patiente, dont l'état évoluait dans des conditions qui présentaient un risque vital à court terme, ont donc décidé de transfuser la patiente de deux concentrés globulaires, alors qu'elle était encore consciente. Après obtention d'un taux d'hémoglobine à 6,2 g/dl et amélioration clinique, il n'y a pas eu d'autre transfusion. Mme Feuillatey et sa sœur ont alors saisi, le 7 août 2002, le juge des référés du tribunal administratif de Lyon en lui demandant, sur le fondement des dispositions de l'article L. 521 ?2 du code de justice administrative, d'enjoindre au centre hospitalier de ne procéder en aucun cas à l'administration forcée d'une transfusion sanguine sur la personne de l'intéressée. Par son ordonnance du 9 août 2002, le juge des référés a enjoint au centre hospitalier de s'abstenir de procéder à des transfusions sanguines sur la personne de Mme Valérie Feuillatey ; il a toutefois précisé que cette injonction cesserait de s'appliquer si la patiente « venait à se trouver dans une situation extrême mettant en jeu un pronostic vital ». Les requérantes ont ensuite fait appel de cette ordonnance en tant qu'elle comportait une telle réserve. Le juge des référés du Conseil d'État a, quant à lui, ordonné qu'avant de recourir, le cas échéant, à une transfusion, il incombait aux médecins du centre hospitalier universitaire de Saint-Étienne d'une part d'avoir tout mis en œuvre pour convaincre la patiente d'accepter les soins indispensables, d'autre part de s'assurer qu'un tel acte soit proportionné et indispensable à la survie de l'intéressée. Le surplus des conclusions de la requête de Mme Valérie Feuillatey et de Mme Isabelle Feuillatey, épouse Gatt a été rejeté[14],[15].

Affaire de l'hôpital de Valenciennes - 2002
- 5 septembre 2002 : Le tribunal administratif de Lille interdit à un hôpital de transfuser à nouveau une patiente qui le refuse au nom de ses convictions. Saisi par la famille et son avocat, Me Frank Berton, le tribunal administratif, en attendant d'autres poursuites, a interdit à l'hôpital d'effectuer d'autres transfusions sanguines sur la jeune femme en se fondant sur la loi Kouchner de 2002. Celle-ci porte sur les droits des malades, l'inviolabilité du corps du patient et fait obligation aux médecins de convaincre le malade de la nécessité du traitement. Par ailleurs, il est désormais permis, « si une liberté fondamentale est menacée par un organisme public », que le juge administratif se prononce en référé. « Ma cliente avait signé une décharge à l'hôpital, et je ne comprends pas pourquoi on n'a pas respecté sa volonté », explique Me Berton, qui estime en outre que sa cliente a dû subir les pressions des médecins auxquelles elle a résisté, « sauf lorsqu'on l'a endormie pour la transfuser ». Le jugement du tribunal administratif de Lille, le premier du genre depuis la promulgation de la loi Kouchner, crée une jurisprudence qui semble contredire celle du Conseil d'État qui faisait référence avant le nouveau texte puisqu'elle précisait qu'« on peut effectuer une transfusion si le pronostic vital est en jeu ». « Or, il y avait urgence », estime-t-on à l'hôpital de Valenciennes. Celui-ci a ainsi décidé de faire appel devant le Conseil d'État dans la mesure où le tribunal administratif a rendu sa décision « sans qu'il ait été procédé à une analyse médicale ». Venant d'une clinique privée, cette personne avait été admise au CHU à la suite de complications d'accouchement. Une transfusion sanguine était nécessaire, mais la jeune femme l'avait refusée. Pour respecter sa volonté, l'équipe de réanimation utilisa différentes alternatives thérapeutiques qui se révélèrent inefficaces. Devant l'aggravation de l'état de la patiente, médecins et responsables de l'établissement consultèrent différentes autorités, dont la justice, avant d'effectuer la transfusion, « unique chance pour elle d'être sauve ». « Nous nous trouvions devant une situation difficile, pris entre deux exigences : celui du respect des convictions de la patiente, et notre mission de soigner au quotidien. Notre réflexion, celle d'une équipe, a été mûrie », précise le Dr Chagnon, qui ajoute simplement : « La jeune femme est maintenant rentrée chez elle avec son bébé »[16]
- 5 septembre 2002 : Les médecins du centre hospitalier de Valenciennes ont eu raison de transfuser une jeune femme de 26 ans, Témoin de Jéhovah, qui était entrée en service de réanimation à la suite d'une hémorragie au cours d'un accouchement, affirme à Reuters Santé, le président de l'Ordre des médecins, Jean Langlois, qui invoque le devoir d'assistance à toute personne en péril. Alors qu'un jugement en référé du tribunal administratif de Lille fait injonction au centre hospitalier, au cas où la situation se reproduirait « de ne pas procéder à l'administration forcée de transfusion sanguine contre son gré et à son insu », le président de l'Ordre des médecins oppose pour sa part, le Code pénal au nouveau Code de santé publique invoqué par les juges. Certes, le nouveau Code de santé publique s'appuie sur la loi de 2002 sur les droits des malades. Cependant, explique à Reuters Santé, le Pr Langlois, « l'hôpital de Valenciennes et les médecins ont répondu à leur obligation de moyens après avoir essayé, semble-t-il, de convaincre la patiente. Le moyen en l'occurrence c'était la transfusion. On ne peut demander à un médecin d'assister à une hémorragie qui va tuer sans réagir. On ne peut leur reprocher d'avoir transfusé, ou alors la personne ne devait pas se faire soigner ». « La loi sur les droits des malades est une bonne loi, mais il y a des excès. Le choix du malade doit être respecté en cas de maladie chronique, mais il en va autrement quand la vie est en danger. Certains aspects de la loi ne sont pas acceptables »[17].
- 6 septembre 2002 : Le 25 août 2002, le tribunal administratif de Lille a donné droit à une femme Témoin de Jéhovah qui avait été transfusée contre son gré, cela en dépit de refus clairs et réitérés. Le centre hospitalier de Valenciennes était passé outre aux demandes de sa patiente, en raison des importantes hémorragies dont elle souffrait à la suite de son accouchement. Allant contre la position du Conseil d'État exprimée dans son arrêt Senanayake du 26 octobre 2001, le juge administratif s'est appuyé sur les articles 9 et 11 de la loi de 2002 relative aux droits des malades, lesquels disposent que « si la volonté de la personne de refuser ou d'interrompre un traitement met sa vie en danger, le médecin doit tout mettre en œuvre pour la convaincre d'accepter les soins indispensables », mais qu'« aucun acte médical ni aucun autre traitement ne peut être pratiqué sans le consentement libre et éclairé de la personne ». Le centre hospitalier a aussitôt décidé de faire appel de l'arrêt, en faisant expressément référence à l'arrêt Senanayake : « Compte tenu de la situation extrême dans laquelle la victime se trouvait, les médecins qui la soignaient ont choisi, dans le seul but de tenter de la sauver, d'accomplir un acte indispensable à sa survie et proportionné à son état ». Or, il apparaît pour les praticiens valenciennois que la gravité du risque couru par la jeune femme n'a justement pas été prise en compte par le juge. Il appartiendra à la Cour administrative d'appel de Lille de se prononcer[18].
- 12 septembre 2002 : Le Collège national des gynécologues et obstétriciens français (CNGOF, majoritaire) s'est dit alarmé par l'ordonnance du tribunal de Lille qui a donné raison à une femme Témoin de Jéhovah transfusée contre son gré à l'hôpital de Valenciennes. Refuser de transfuser cette patiente aurait relevé d'un acte d'« euthanasie passive » explique le Pr Carbonne, son secrétaire général[19].
- Refus de soins et transfusion sanguine - État de droit après la loi du 4 mars 2002 : Le Conseil d'État a récemment statué dans le cadre d'une procédure d'urgence initiée par une patiente Témoin de Jéhovah qui, transfusée malgré son refus, souhaitait qu'il soit enjoint à l'hôpital de s'abstenir de toute nouvelle transfusion jusqu'à la fin de son hospitalisation. Le tribunal a fait droit à cette demande avec une réserve en cas de « situation extrême mettant en jeu un pronostic vital ». En confirmant cette décision du tribunal administratif de Lyon (l'injonction comme la réserve), le Conseil d'État a réaffirmé qu'aucune violation du droit au refus de soins ne pouvait être reprochée à un médecin qui, après avoir tout mis en œuvre pour convaincre le patient d'accepter les soins, avait accompli un « acte indispensable à sa survie et proportionné à son état ». Le Tribunal administratif de Lille, saisi d'une procédure identique, a enjoint à son tour au centre hospitalier de ne pratiquer aucune nouvelle transfusion sanguine sur une patiente transfusée contre son gré. Le juge a certes enjoint « de ne pas procéder à l'administration forcée de transfusion sanguine à la victime contre son gré et à son insu », mais il n'y a aucune remise en cause de la jurisprudence du Conseil d'État. En effet, cette injonction est clairement motivée par l'absence, en l'espèce, de danger immédiat pour la vie de la patiente. Ainsi, après l'entrée en vigueur de la loi de 2002, aucun changement n'est intervenu par rapport à l'état de la jurisprudence antérieure. Le patient est libre de refuser un soin et le médecin doit respecter ce choix. Toutefois, le médecin ne viole pas la liberté du malade si, après avoir tout mis en œuvre pour le convaincre, il accomplit un acte indispensable à sa survie et proportionné à son état. Le médecin ne pourrait pas non plus se voir reprocher un délit de non-assistance à personne en danger s'il se pliait au refus du patient après l'avoir informé des conséquences de son choix et avoir tenté de le convaincre[20].

Affaire de l'hôpital de Honfleur, jugement 2006
- 20 avril 2006 : Mme P., admise le 4 avril 1985 au centre hospitalier de Honfleur en vue d'accoucher de jumeaux, présente une hémorragie de la délivrance qui met en jeu le pronostic vital. Elle reçoit une transfusion sanguine et subit une hystérectomie d'hémostase puis est transférée dans un autre hôpital et reçoit d'autres transfusions. Quelques années plus tard, elle porte plainte et le 5 mai 2004, le tribunal administratif de Caen rejette sa demande tendant à condamner le centre hospitalier à réparer les conséquences dommageable de l'hystérectomie et le « préjudice moral causé par l'administration de produits sanguins », alors qu'en tant que Témoin de Jéhovah, elle avait déclaré la refuser. Elle demande 120 000 euros en réparation des préjudices engendrés par les conditions de son accouchement. En appel, la cour administrative de Caen estime que quels que soient les erreurs et négligence qu'elle impute à l'équipe médicale sans en établir la réalité, il résulte que les transfusions sanguines étaient indispensables à sa survie. Cette requête a été rejetée le 20 avril 2006[21].

Affaire de la Clinique de Marignane
- 23 octobre 1995 : Mme Ghislaine B. a été victime d'une hémorragie lors de l'accouchement de son troisième enfant. Il aurait fallu la transfuser rapidement, cependant elle a fait connaître son refus de toute utilisation de produits sanguins. Sollicitée au moment où la situation devient critique, sa famille s'est opposée à cette intervention. Faute de transfusion sanguine, l'état de santé de la patiente s'est détérioré rapidement si bien que l'équipe hospitalière a contacté le Procureur de la République en urgence. Il a donné son accord pour cette transfusion sanguine, finalement réalisée mais trop tardivement. Pour sauver sa patiente, le Dr A. a tenté une dernière opération (une hystérectomie), mais en vain. L'expertise a révélé que Mme B était arrivée « à un état de défaillance cardio-vasculaire avec arrêts circulatoires répétés ne permettant pas d'effectuer une hystérectomie d'hémostase ». Elle est décédée peu après. Le médecin a été mis doublement en cause par la famille : il lui est reproché d'être responsable d'une faute médicale ayant joué un rôle essentiel dans le décès de Mme B et d'avoir failli à son obligation d'information.
- 21 décembre 2006 : Dans son arrêt rendu ce jour-là, la cour d'appel d'Aix-en-Provence écarte la responsabilité civile du médecin. Aucune faute de sa part n'a effectivement pu être relevée par les juges[22],[23].

##### Italie
- 27 janvier 2007 : Une femme Témoin de Jéhovah âgée qui avait été transfusée contre son gré a obtenu une réparation de 65 000 euros alors qu'elle en réclamait 250 000[24].

#### Canada
Affaire de l'Hôpital de la Floride
- 23 mai 2002 : En désaccord avec les objections religieuses des parents, un juge a statué que les médecins de l'Hôpital de la Floride pouvaient administrer une transfusion sanguine à un bébé prématuré de un jour, si nécessaire pour lui sauver la vie. La mère du bébé avait 25 ans et était enceinte de 26 semaines quand elle a donné naissance à un bébé pesant moins d'une livre. Ses parents, Arquelio et Caridad Soto de Kissimmee, avait refusé de donner la permission aux médecins d'administrer une transfusion[25].

Affaire de Colombie-Britannique
- 3 mai 2005 : La Cour supérieure de l'Ontario ordonne à une Témoin de Jéhovah, qui refuse de subir une transfusion sanguine, de retourner chez elle, en Colombie-Britannique. Pour des raisons religieuses, l'adolescente refuse de recevoir une transfusion sanguine. L'adolescente de 14 ans, qui a subi l'ablation d'une tumeur cancéreuse à la jambe, est venue à Toronto parce qu'un jugement émis dans sa province l'obligeait à recevoir une transfusion, si nécessaire, en dépit de ses croyances religieuses. La jeune fille demandait à la Cour supérieure de l'Ontario de casser l'ordonnance émise par les tribunaux de Colombie-Britannique. L'adolescente a affirmé être venue en Ontario non pas pour fuir la justice, mais pour consulter les médecins de l'hôpital pour enfants malades de Toronto. Elle souhaitait également recevoir des traitements dans une clinique new-yorkaise, où elle n'aurait pas reçu de transfusion sanguine. Le juge a plutôt cru la version des faits présentée par les services à l'enfance de la Colombie-Britannique, qui ont affirmé que l'adolescente a simplement cherché à ne pas respecter le jugement rendu dans sa province. Le magistrat croit que le temps presse, puisque les traitements de chimiothérapie de la jeune fille devaient commencer le jour même. Il ajoute que si la jeune fille veut en appeler du jugement rendu en Colombie-Britannique, elle doit le faire là-bas et non en Ontario. L'adolescente a été escortée par des policiers jusqu'à l'hôpital pour enfants malades de Toronto, où elle sera examinée pour déterminer si elle peut rentrer chez elle[26].
- 7 mai 2005, Vancouver (PC) : La décision d'une cour de l'Ontario qui interdit à une adolescente de la Colombie-Britannique atteinte du cancer de refuser des transfusions sanguines en vertu de ses croyances religieuses pourrait faire l'objet d'un appel. Shane Brady, l'avocat de la jeune fille de 14 ans - qui est membre de l'organisation des Témoins de Jéhovah -, a affirmé le vendredi précédent que la famille étudie la possibilité de loger un appel contre le jugement de la Cour supérieure de l'Ontario qui ordonne à la patiente de retourner en Colombie-Britannique pour y être traitée. La famille pourrait prendre sa décision au début de la semaine prochaine. Plus tôt cette semaine, un juge ontarien a affirmé qu'il ne voyait aucun problème avec la décision d'une collègue de la Colombie-Britannique rendue le 11 avril qui avait jugé que l'adolescente, parce qu'elle est mineure, ne pouvait pas refuser les transfusions si les médecins les jugeaient nécessaires. L'avocat Brady soutient que sa cliente, dont le nom ne peut être dévoilé, voulait que la justice ontarienne considère la preuve de l'Hôpital pour enfants Schneider de New York, qui a déjà traité des cancers du même genre sans transfusions sanguines. Me Brady a toutefois admis que l'hôpital new-yorkais avait dit que des transfusions sanguines pourraient quand même être nécessaires. Il a expliqué que la jeune fille et sa famille n'avaient pas fui leur province, mais voulaient une seconde opinion en Ontario parce que l'Hôpital pour enfants de la Colombie-Britannique avait dit qu'il n'avait jamais traité de cas semblable sans transfusions. « Le ministère de la Santé de la Colombie-Britannique savait où ils étaient » et ce qu'ils faisaient, a dit l'avocat. Jeremy Berland, un porte-parole du gouvernement de la Colombie-Britannique s'est toutefois opposé à cette interprétation en disant que le juge ontarien avait affirmé qu'aucune personne raisonnable ne pourrait en venir à une autre conclusion que celle de constater qu'ils tentaient de fuir la juridiction. « Nous ne voulons pas voir cette fille de la C.-B. aller à New York et fuir cette juridiction lorsqu'ils diront qu'il est temps pour des transfusions sanguines », a dit M. Berland, en faisant remarquer que la famille avait déjà quitté la Colombie-Britannique une fois malgré une ordonnance de la cour et des avis médicaux. La jeune fille a été renvoyée en Colombie-Britannique cette semaine après la décision du juge ontarien[27].
- 24 mai 2005 : Cette semaine-là, une jeune Témoin de Jéhovah de 14 ans, de la Colombie-Britannique, a mis un terme à cinq mois de batailles juridiques en convainquant ses médecins canadiens de la laisser faire une chimiothérapie à l'hôpital Schneider, à Long Island, qui vient de mettre sur pied un programme de « médecine sans sang ». Les tribunaux de la Colombie-Britannique la jugeaient trop jeune pour prendre elle-même la décision ; ses parents et elle avaient même été accusés de fuir en Ontario, province qui permet davantage aux mineurs de prendre leurs propres décisions quant à leur santé[28].

Affaire du Manitoba
- 21 juillet 2006 : Une adolescente de 15 ans souffrant de la maladie de Crohn se bat pour ne pas recevoir de transfusions sanguines. En avril, la justice a statué qu'on pouvait lui imposer une transfusion s'il y a lieu alors qu'elle-même et ses parents y sont opposés[réf. nécessaire].
- 6 février 2007, Canada. La Cour d'appel du Manitoba a maintenu la décision du tribunal de première instance de nier le droit de refuser des transfusions sanguines à une adolescente membre des Témoins de Jéhovah aux prises avec la maladie de Crohn. Les juges du tribunal d'appel ont reconnu que les transfusions sanguines allaient à l'encontre du droit de l'adolescente à la liberté religieuse, mais qu'elles étaient justifiées en raison du caractère sacré de la vie et du devoir de protection des enfants[29].
- 15 mai 2007 : La cour suprême a statué qu'elle ne reconsidérerait pas l'affaire malgré le pourvoi de l'avocat de l'adolescente pour un réexamen de l'affaire par cette cour[30].

Affaires des prématurés du Québec
- Mai 2007 : La Cour supérieure du Québec a autorisé des transfusions sanguines pour deux jumeaux nés de parents Témoins de Jéhovah. Les médecins les ont jugées inévitables dans ce genre de situation, l'avocat des parents a voulu qu'on reconnaisse le droit aux parents de choisir les méthodes thérapeutiques administrées à leurs enfants même dans ces circonstances[31].¥

### L'éthique

#### Belgique
En Belgique, le Comité consultatif de bioéthique a rendu en 2002 un avis qui recommandait :
« Dans le cas des Témoins de Jéhovah majeurs et capables en droit comme en fait, le médecin est obligé de respecter le refus d'une transfusion sanguine de nécessité vitale, même si cela signifie le décès du patient. »

#### France
En France, le Comité consultatif national d'éthique a conclu dans un avis relatif au refus de traitement et à l'autonomie de la personne (9 juin 2005) que « le refus de traitement clairement exprimé par une personne majeure ayant encore le gouvernement d'elle-même ne peut être que respecté, même s'il doit aboutir à la mort » (recommandation no 11), sauf dans les situations d'urgence vitale où il est impossible de recueillir le consentement éclairé du patient ou lorsque la vie d'un tiers est en jeu (enfant à naître, santé publique...).
Le médecin se trouve donc devant un problème de conscience : doit-il respecter le choix thérapeutique du patient, quitte à le laisser mourir (autonomie du patient), ou bien passer outre sa volonté pour lui sauver la vie (paternalisme médical). Le droit français lui laisse la responsabilité de choisir. En effet, un médecin qui effectue un acte médical indispensable à la survie du patient, malgré son refus exprimé, reste dans son droit selon la jurisprudence ; et aucun praticien qui a respecté un refus obstiné d'un patient après avoir tout mis en œuvre pour le convaincre d'accepter la thérapeutique préconisée et l'avoir averti des conséquences vitales de son choix n'a été condamné pour « non-assistance à personne en danger ».

#### États-Unis
En ce qui concerne « le paternalisme médical » et « le consentement éclairé », une controverse récente déclenchée aux États-Unis par la publication d'un article dans la revue The Journal of Church and State, par une avocate dont la mère, Témoin de Jéhovah, est décédée d'anémie sévère en 2004 à la suite d'un refus des transfusions sanguines, prétend que le mouvement pourrait être tenu responsable juridiquement des informations médicales « imprécises voire malhonnêtes » qu'il donne à ses fidèles. En effet, il ne faudrait pas remplacer un "paternalisme" médical, par un "paternalisme" religieux : l'"autonomie du patient" ne doit pas être entravée non plus, par un mouvement prétendant parler au nom de Dieu, menaçant le contrevenant d'excommunication et donc de destruction éternelle par Dieu, et fournissant des données médicales incomplètes ou erronées. C'est dans ce sens qu'un article publié en décembre 2006  dans la revue
Paediatric Child Health par Juliet Guichon et Ian Mitchell, dirige sa réflexion en analysant les trois dernières affaires judiciaires impliquant des mineurs Témoins de Jéhovah au Canada.

## Partie médicale

### Un coût élevé en vie humaine
Depuis 1945, date de la première mention de l'interdiction des transfusions sanguines, jusqu'à nos jours, de nombreux Témoins de Jéhovah se sont trouvés confrontés à une situation médicale où les transfusions sanguines sont la seule solution thérapeutique possible.
Rien qu'en France, en 1999, un médecin rapportait dans le journal Le Monde que les dirigeants Témoins de Jéhovah reconnaissaient auprès de la communauté médicale 15 cas par an de Témoins de Jéhovah n'ayant pas d'alternative aux transfusions sanguines.
Les Dr Jerry Bergman et David Reed sont arrivés à la conclusion personnelle qu'il meurt entre 450 et 1 150 Témoins de Jéhovah par an dans le monde.
Une étude clinique réalisée aux États-Unis de janvier 1988 à décembre 1999 lors de laquelle a été examiné le risque de décès au cours de l'accouchement des femmes Témoins de Jéhovah a révélé que le taux de mortalité de ces mères était presque 44 fois supérieur à celui de la population américaine en général et ceci malgré le recours à des « cell-saver » (dispositifs qui collectent et réutilisent le sang du patient). Une autre étude, portant elle aussi sur les risques de décès au cours de l'accouchement mais cette fois-ci réalisée en Hollande sur des données s'étalant de 1983 à 2006, montre un risque de mortalité de 14 pour 1000 chez les patientes Témoins de Jéhovah contre 4,5 pour 1000 pour la population en général.
Enfin, dans leur congrès de novembre 2001, des gynécologues américains ont constaté une surmortalité néo-natale de 20 % chez les enfants issus de familles Témoins de Jéhovah, faute de soins adaptés.

### Alternatives à la transfusion sanguine

#### Substituts sanguins
Un grand nombre de recherches sur les substituts sanguins stricto sensu (ayant les caractéristiques fonctionnelles du sang) est mené sans avoir abouti pour l'instant.

#### Avantages de la médecine sans transfusion de sang selon les Témoins de Jéhovah
- - Évite les risques liés à la transfusion (réactions, contaminations, infections, erreur humaine, ...)[41]
  - Adaptation aux convictions et sensibilités personnelles du patient (principalement les Témoins de Jéhovah)
  - Rétablissement post opératoire plus rapide, hospitalisation plus courte
  - Approvisionnement aisé, coût réduit
  - Portabilité (services d'urgences ambulants)
  - Compatibilité totale (services trauma, champs de bataille)

#### Remarques et inconvénients relevés par des critiques
- - Il n'y a pas d'alternative à la transfusion sanguine en cas d'anémie aiguë et de pertes sanguines mettant en jeu le pronostic vital[4]. Selon l'AFSSAPS, « dans le cadre de l'urgence, il n'existe pas aujourd'hui de produits disponibles en alternative à la transfusion de globules rouges »[5].
  - Les substituts sanguins 'vrais' sont encore en phase clinique[42] (phase de tests sur les humains) et n'ont donc pas encore fait la preuve de leur efficacité[43]. De plus, selon l'Académie nationale de médecine, la découverte de substituts reste décevante en 2006[44].
  - Les informations concernant les indications de l'EPO, contenues dans les publications des Témoins de Jéhovah et notamment dans leur DVD sur les Méthodes alternatives à la transfusion sanguine sont incomplètes[45]. En effet, l'utilisation précoce d'EPO dans le cas de traumatismes ou d'hémorragies aigus est réalisée hors autorisation de mise sur le marché et est inefficace à court terme pour compenser des pertes sanguines mettant en jeu le pronostic vital. De plus, l'utilisation de l'érythropoïétine chez des sujets non-anémiques avant intervention expose à des risques thrombo-emboliques qui ne sont pas signalés dans le DVD des Témoins de Jéhovah[46].
  - Allergies possibles aux substituts[47]
  - Procédures différentes, équipements particuliers
  - Coûts parfois très élevés de certaines méthodes de substitution de la transfusion sanguine, qui ne sont pas pris en charge par leur organisation
  - Capacité de transport de l'oxygène : les globules rouges commencent à transporter l'oxygène immédiatement, à la suite d'une transfusion sanguine[48].

#### Analyse du DVD diffusé par les Témoins de Jéhovah sur les alternatives à la transfusion sanguine
En France, une note commune de la Direction générale de la santé et de la Direction de l'hospitalisation et de l'organisation des soins au ministère de la Santé a été adressée en mai 2005 aux Directions départementales et régionales des affaires sanitaires et sociales à propos du DVD intitulé " Stratégies alternatives à la transfusion - Simples, sûres, efficaces " et diffusé par les Témoins de Jéhovah. Elle annonçait une expertise approfondie de ce document vidéo, mais celle-ci n'était toujours pas rendue publique fin 2006. C'est pourquoi l'Académie nationale de médecine et la Haute Autorité de santé ont été saisies par le rapporteur de la commission parlementaire sur les sectes de 2006 d'une demande d'analyse scientifique des méthodes alternatives à la transfusion sanguine, telles qu'elles sont présentées dans un DVD diffusé par les Témoins de Jéhovah auprès des médecins hospitaliers. Le rapport parlementaire dévoile les résultats de cette analyse :
- Pages 65 à 68 :

« Saisies par votre rapporteur d'une demande d'analyse scientifique de ces méthodes alternatives, telles qu'elles sont présentées dans un DVD diffusé par les Témoins de Jéhovah auprès des médecins hospitaliers, l'Académie nationale de médecine et la Haute Autorité de santé dénoncent, l'une « des banalités, des approximations, et surtout des oublis tout à fait nuisibles à la sécurité transfusionnelle », l'autre le fait « qu'il n'y a pas de présentation critique ni de l'ensemble des études disponibles ni des séries de cas auxquelles se réfèrent les experts interrogés dans le DVD, comme l'exigeraient les principes de la médecine fondée sur les preuves » (3). »
« Dans une lettre adressée à M. Jean-Pierre Brard, qui l'avait saisi de ce sujet, l'Ordre national des médecins qualifie ces méthodes de « pseudo-scientifiques car uniquement orientées vers leur finalité, sans validation ni développement de raisonnement critique ». »
« Par ailleurs, outre le fait que lesdites méthodes alternatives (dont la mise en œuvre suppose qu'elles ont été planifiées longtemps à l'avance) sont inutilisables en cas d'urgence, et que « la sécurité sanitaire des produits sanguins a atteint un niveau de sécurité très élevé » (1), il ne peut plus être nié que « l'usage de la transfusion sanguine telle qu'elle se pratique aujourd'hui est la seule méthode qui ait fait la preuve de son efficacité et de son innocuité », et que « dans différentes circonstances de la pathologie [...] elle est un acte thérapeutique vital pour de nombreuses personnes » (2). »
« Dans cette dernière hypothèse, le refus de la transfusion sanguine devient non plus un choix thérapeutique mais un choix assumé face à la mort. »
- Pages 129,130 :

« C'est pourquoi, la commission d'enquête constatant le retard de près de deux ans mis pour clarifier une situation qui perturbe certains membres du personnel hospitalier, a saisi l'Académie nationale de médecine et la Haute Autorité de santé d'une demande d'analyse dudit DVD. Dans sa réponse en date du 8 décembre 2006, le professeur Jacques-Louis Binet, secrétaire perpétuel de l'Académie nationale de médecine (3), dénonce l'absence de caractère scientifique du DVD et notamment l'oubli par ce dernier de l'indication thérapeutique de l'érythropoïétine (4). Il ajoute qu'à l'heure actuelle les méthodes alternatives à la transfusion sanguine reconnues sont « des stratégies d'épargne des hématies ou des plaquettes », et qu'il n'existe pas pour le moment d'autres méthodes car « la production ex-vivo de cellules sanguines en est à l'état de recherche, et que la découverte de substituts reste décevante ». De même, par lettre du 11 décembre 2006, M. François Romaneix, directeur de la Haute Autorité de santé (5) précise que « seules les conséquences en termes d'épargne transfusionnelle sont présentées sans décrire et discuter les limites, voire les risques, les indications et les contradictions de chacune d'elles », et il critique quelques points médicaux saillants présentés dans le DVD : seuil d'hémoglobinémie, seuil transfusionnel, utilisation précoce de l'érythropoïétine... »
En réponse aux critiques émises par le Rapport 2005 de la MIVILUDES à l'encontre de ce documentaire, les Témoins de Jéhovah ont envoyé un courrier au Premier ministre qui apporte quelques explications. Se défendant de mener une « contre-campagne de santé publique », ils rappellent que la transfusion sanguine n'est pas sans risque, comme le montrent chaque année les décès liés à des accidents transfusionnels. Ils signalent que des sommités mondiales dans les domaines de la chirurgie, de l'anesthésie et des soins transfusionnels utilisent couramment les alternatives à la transfusion, et que la littérature à ce sujet est abondante et n'est pas propre aux Témoins de Jéhovah. Selon eux, le DVD s'adresse à un large public et a pour but d'établir un état des lieux en matière d'épargne sanguine et d'alternatives à la transfusion.

## Controverse autour de l'enfant

### Situation actuelle
Les Témoins de Jéhovah doivent refuser toute transfusion sanguine pour obéir à un commandement divin, tel que leur en donne leur compréhension de la Bible. Chaque Témoin de Jéhovah baptisé possède une carte qu'il renouvelle chaque année pour demander aux médecins de ne pas lui administrer de transfusion sanguine en cas d'accident ou d'opération chirurgicale.
La règle est la même pour les enfants mineurs, qui doivent eux aussi s'abstenir de sang. Les parents qui suivent les recommandations de la Société Watchtower doivent refuser toute transfusion sanguine, même en cas de danger mortel pour leur enfant. Il est évident qu'ils ne désirent pas la mort de celui-ci, mais comme ils sont convaincus que la Bible défend l'absorption de sang, ils doivent choisir l'option qui consiste à refuser la transfusion sanguine. Des enfants baptisés ou non vont aussi émettre cette volonté, s'ils sont un jour confrontés à ce cas de conscience.
Les techniques ne faisant pas appel à la transfusion de sang sont de plus en plus fiables et courantes, néanmoins il reste encore de nombreuses situations où la transfusion sanguine demeure la seule solution thérapeutique, notamment en cas d'accident. Dans de nombreux pays, la justice intervient dans les cas litigieux et ordonne en urgence que l'autorité parentale soit suspendue afin que la transfusion soit administrée. C'est la procédure appliquée en France pour les enfants hospitalisés. Dans tous les cas, en France, pour les mineurs, le médecin doit prendre les décisions qu'il juge nécessaires à la santé de l'enfant, même contre l'avis des parents (cf supra Partie juridique). Cependant, certains pays ont une législation qui ne protège pas aussi bien l'enfant mineur et aujourd'hui des enfants meurent encore dans le monde pour avoir refusé cette technique médicale,.

### Commission d'enquête parlementaire sur les sectes et les mineurs de 2006[50]
La commission d'enquête reconnaît qu'il ne lui appartient pas de porter un jugement sur les croyances des Témoins de Jéhovah, mais elle estime qu'il lui revient de dénoncer les effets de ces dernières sur la santé et le psychisme des enfants. Le rapport explique :
« Appelés à incarner l'image du martyre exemplaire, les jeunes Témoins de Jéhovah espèrent « devoir être opéré(s) pour pouvoir, le jour de l'opération, prouver qu'on est un bon Témoin de Jéhovah en refusant la transfusion sanguine »(5). C'est dans cette logique qu'un article du 24 mai 1994, publié dans la revue jéhoviste Réveillez-vous !, présentait les photographies de vingt-quatre enfants de différents pays, morts pour avoir volontairement refusé une transfusion sanguine, et qu'il indiquait comment l'attitude de ces petits malades avait eu, sur le corps médical, un impact positif pour la secte. Leur refus inébranlable de la transfusion avait impressionné les personnels hospitaliers qui, du coup, se posaient des questions, et, pour certains, se laissaient endoctriner par la suite (1).
Cette éducation des jeunes enfants et cette préparation au martyre sont en soi extrêmement inquiétantes. Quant à l'attitude des parents qui conduit à mettre en péril la santé de leur enfant, voire à mettre en jeu son pronostic vital, en refusant toute transfusion sanguine, elle est inacceptable ; elle constitue un trouble à l'ordre public, selon l'analyse exposée devant la commission d'enquête par M. Jean-Olivier Viout, qui a notamment précisé : « Quand la vie d'un enfant est en danger, l'État ne doit pas transiger. (?) Le danger est là, et on refuse la transfusion sanguine : c'est un trouble à l'ordre public. » (2)
Les manifestations de ce trouble sont aujourd'hui limitées par le sixième alinéa de l'article L. 1111-4 du code la santé publique qui, « dans le cas où le refus d'un traitement par la personne titulaire de l'autorité parentale ou par le tuteur risque d'entraîner des conséquences graves pour la santé du mineur », autorise le médecin à délivrer « les soins indispensables ». »

### UNADFI[53]
L'UNADFI dénonce l'atteinte à l'intégrité physique que représente le refus de la transfusion sanguine chez l'enfant. Elle explique que "pour plaire à Jéhovah, l'enfant doit être prêt à faire le sacrifice de sa vie", en citant l'extrait d'une publication du mouvement: 
«  Il vaut mieux entretenir de bonnes relations avec Jéhovah que d'enfreindre la loi divine sous prétexte de prolonger sa vie. La faveur de Dieu pour le présent et la vie éternelle dans l'avenir sont en jeu. »
Selon cette association, cette attitude peut conduire à un véritable culte du martyre, qu'elle illustre de cette citation de l'Annuaire 1991 des Témoins de Jéhovah.
«  Quelle a été la réaction de Seri ? « Même si je dois mourir aujourd'hui
ou demain, je n'accepterai pas de sang, même pas une goutte », a-t-il dit au
médecin. Non seulement il connaissait la loi divine relative au sang, mais il
était prêt à la respecter dans n'importe quelle circonstance. Environ six
semaines après que sa maladie eut été diagnostiquée, Seri a été hospitalisé. Il a refusé avec ténacité le sang, bien que les médecins aient tout essayé pour le faire changer d'avis. Il s'est progressivement affaibli, et on lui a administré de la morphine pour le soulager de ses souffrances. Mais tout au long de son épreuve, Seri a manifesté une foi remarquable. Il n'a pas cessé de parler de son espérance de vivre dans le Paradis terrestre à venir.
Un jour, il a dit à sa mère : « Maman, si je meurs, dis à papa de ne pas pleurer, et toi, maman, ne pleure pas non plus, mais sois joyeuse parce que nous avons surmonté l'épreuve de Satan ». Seri est mort fidèle, laissant un bel exemple aux autres jeunes en restant intègre dans l'épreuve »

## L'affaire du sang en Bulgarie
Divers sites internet  accusent les Témoins de Jéhovah de s'être engagés par écrit devant le secrétaire de la Commission européenne des droits de l'homme à ne plus exclure les membres qui accepteraient les transfusions sanguines, ceci dans le but d'obtenir le statut de religion qui leur aurait autrement été refusé, et ensuite d'avoir envoyé une lettre pour les Témoins bulgares stipulant le contraire. De ce fait, il est reproché à l'organisation de tenir un double langage : l'un devant les autorités, l'autre envers les adeptes.
En effet, dans le rapport de la commission adopté le 9 mars 1998, l'alinéa 2.1 et 2.2 précisaient que les Témoins de Jéhovah avaient affirmé qu'en matière de transfusion sanguine, « il appart[enait] à chacun d'entre eux [les membres] d'utiliser son libre arbitre, sans aucun contrôle et sanction de la part de la requérante », qu'elle « ne fourni[rait] pas de déclaration préalable de refus de transfusion de sang aux personnes mineures » et qu'« elle reconnaiss[ait] à chaque individu la liberté de choix ».
Toutefois, une lettre du Collège central en date du 27 août 1998 adressée aux Témoins de Jéhovah bulgares stipule à propos de l'adepte ayant accepté une transfusion sanguine : « S'il rejette cette aide et refuse de soutenir les principes bibliques, y compris les principes bibliques se rapportant au mauvais usage du sang, cela pourra parfois conduire à l'exclusion ». La lettre déclare également : « Ceci signifie-t-il que les Témoins de Jéhovah ont modifié leur position quant au traitement médical ? Non ». De même, le livre destiné aux anciens Prenez garde à vous-même et à tout le troupeau explique qu'un adepte acceptant une transfusion sanguine sans manifester de repentir doit être exclu.
Dans un premier temps, certains médias avaient cru que la déclaration des Témoins de Jéhovah au gouvernement bulgare signifiait pour le mouvement l'abandon de l'interdiction des transfusions sanguines. Mais dans une déclaration officielle du 15 juin 2000 faite aux médias anglais concernant cette question, les Témoins de Jéhovah ont réaffirmé leur position traditionnelle, à savoir que tout fidèle qui accepte du sang sans repentir continuerait d'être excommunié, précisant que « cette personne annule elle-même son appartenance à la congrégation, sans qu'il ne soit nécessaire d'entreprendre d'action. (...) Ainsi la congrégation ne prend pas de dispositions en vue d'annuler l'appartenance de l'individu à la congrégation dans une telle situation. Toutefois, finalement, le résultat est le même ; l'individu n'est plus considéré comme un Témoin de Jéhovah car il rejette une doctrine centrale de la foi ».
Ainsi, la situation du fidèle ayant transgressé cet interdit est exactement la même qu'avant, la seule différence étant qu'il ne comparaît plus devant un comité de discipline religieuse et qu'il est ainsi considéré comme s'étant retiré volontairement.

## Les différentes structures utilisées par les Témoins de Jéhovah
Plusieurs structures à vocation médicale ont été créées par les Témoins de Jéhovah. Au niveau international, la plus importante d'entre elles est le Comité de liaison hospitalier (CLH) fondé en 1979, avec pour but affiché de faire respecter leur refus de la transfusion sanguine en milieu hospitalier.
Si le sociologue Régis Dericquebourg estime que la création de ces CLH constitue une évolution des Témoins de Jéhovah en faveur d'une meilleure communication avec le monde qui les entoure, en revanche des familles ayant perdu un de leurs membres pour refus de soin, des médecins et les organismes de lutte contre les sectes dénoncent le lobbying pratiqué par ces différentes structures. Dans une lettre du 27 janvier 2004, Nicolas Sarkozy, alors Ministre de l'Intérieur a signalé « les nombreuses infiltrations jéhovistes au sein du milieu médical qui ont été constatées depuis plusieurs années jusqu'à atteindre à ce jour un niveau inquiétant. »

### Présentation de ces structures

#### CLH
Présentation
Selon la Société Watchtower, les CLH, composés de Témoins de Jéhovah spécialement formés pour rencontrer les autorités médicales, ont été créés pour soutenir les fidèles du mouvement religieux dans leur refus de toute transfusion sanguine, et de faciliter les relations patient-médecin. Ces comités cherchent des thérapeutiques de remplacement qu'ils indiquent au personnel de l'hôpital, et déterminent ensuite par sondage quels membres de l'équipe médicale sont disposés à coopérer avec les Témoins. Ces comités forment aussi des fidèles pour qu'ils parlent des traitements non sanguins aux personnels hospitaliers. Le CLH dispose d'un système de télécopie permettant d'envoyer la documentation appropriée aux médecins soignant un patient Témoin de Jéhovah. Ce comité peut recevoir des appels 24 heures sur 24 et, depuis 1992, un contrat a été signé avec un assureur pour faciliter le transfert d'un fidèle dans un établissement acceptant de soigner sans utiliser de sang.
Selon la Mission interministériel de lutte contre les sectes (MILS), ces CLH reposent en fait sur quelques adeptes, qui se voient attribuer une zone d'intervention (sept zones et seize correspondants) selon un découpage géographique du territoire. Il y a un annuaire des médecins jéhovistes, et parfois un médecin praticien Témoin de Jéhovah peut se présenter et demander « à "participer" à une intervention chirurgicale, alors même qu'il ne connaît aucunement le malade Témoin de Jéhovah ».
Service d'information médicale
En janvier 1988, un Service d'information médicale a été mis en place au siège mondial de la Société Watchtower, à Brooklyn, avec comme objectif de rechercher de l'information médicale sur les traitements sans sang, d'établir des fichiers répertoriant les chirurgiens soignant sans transfusion sanguine, et de former des anciens (surveillants locaux) pour défendre les intérêts jéhovistes. Des représentants de ce service ont dirigé des séminaires dans certaines des filiales et ont formé des CLH destinés à promouvoir l'emploi de thérapeutiques non sanguines auprès des établissements hospitaliers.
Entre 1988 et 1991, aux États-Unis, 18 séminaires ont formé plus de 600 anciens pour qu'ils constituent un réseau d'une centaine de CLH répartis dans les grandes villes du pays. En février et en mars 1990, quatre séminaires concernant huit filiales ont eu lieu dans le Pacifique, puis quatre autres en Australie, au Japon, aux Philippines et à Hawaii, pour huit filiales, puis en novembre et en décembre 1990, dix autres en Europe, en Amérique latine et aux Antilles, et cinq en Europe (Angleterre, Suède, France, Allemagne et Espagne) pour 20 filiales, cinq autres touchant 32 filiales au Mexique, en Argentine, au Brésil, en Équateur et à Porto Rico, quatre dans l'ouest Pacifique touchant huit filiales (à Sydney pour l'Australie et la Nouvelle-Zélande, à Manille pour les Philippines, Hong Kong et Taïwan, à Ebina pour le Japon et la Corée, à Honolulu, pour Hawaii). Vingt CLH ont été établis au Japon, et sept en Corée,.
Le Service d'information hospitalier a produit un ouvrage à trois index contenant des articles médicaux pour les pédiatres et les néonatalogistes soignant des enfants de Témoins de Jéhovah. Il a également produit un ouvrage de 260 pages intitulé Soins familiaux et gestion des dossiers médicaux des Témoins de Jéhovah, manuel à feuilles volantes destiné principalement aux juges, aux assistantes sociales et aux hôpitaux pour enfants.
Chiffres avancés par les Témoins de Jéhovah
En 1993, selon ce que les Témoins de Jéhovah déclarent dans leurs publications, il y avait 850 CLH dans 65 pays ; plus de 4 500 anciens étaient formés pour promouvoir auprès des médecins les techniques évitant la transfusion sanguine. Ils avancent le chiffre de 5 000 médecins prêts à collaborer avec eux en 1988, puis 30 000 dans 65 pays en 1993, et 50 000 en 1995 dont 18 000 aux États-Unis.
Toutefois, il n'est pas possible de vérifier concrètement la véracité de ce chiffre qui est certainement inférieur en réalité. Ainsi, en 2000, le Bureau d'information des Témoins de Jéhovah de Louviers a lancé une vaste campagne sur le thème "Médecine et chirurgie sans transfusion" : 20 millions de brochures prônant le refus systématique de toute transfusion sanguine ont été distribuées en quelques semaines et 21 conférences  "scientifiques"  ont été organisées en France. Des médecins y ont participé. Le périodique Réveillez-vous ! a alors affirmé : « Plus de 90 000 médecins dans le monde ont fait savoir qu'ils étaient disposés à soigner les Témoins de Jéhovah sans avoir recours au sang ». Certains médecins ont déclaré dans les médias qu'ils avaient été « manipulés » par l'organisation jéhoviste et avaient souhaité ne plus participer à leur colloques.

#### AMS et ANDP en France
Créée en 1982, l'Association médico-scientifique d'information et d'assistance au malade (AMS) est composée de médecins et de juristes Témoins de Jéhovah (Alain Garay, Philippe Goni, Armine Najand). Cette association « organise notamment des colloques qui diffusent la doctrine relative au refus de transfusion sanguine et tentent de la valider aux plans scientifique et juridique ». Elle a été renommée Association Mission Solidarité en mai 2007, avec pour nouvel objet « aider et soutenir moralement et matériellement les personnes fragilisées par les aléas et les épreuves de la vie, et notamment la maladie ; apporter son concours à toute initiative ou à toute action caritative de nature à favoriser l’assistance et l’information dans le respect de la dignité humaine ».
L'Association nationale des droits du patient (ANDP) a été créée en France le 11 octobre 2000 par Alain Garay, avocat des Témoins de Jéhovah à l'époque, et Olivier Serfati, médecin. Elle a été dissoute en juin 2007.

### Critiques de ces structures

#### CLH
Des critiques du mouvement, des médecins ainsi que des familles ayant perdu un de leurs membres à la suite d'un refus de transfusions dénoncent les pressions que ces CLH exerceraient dans les milieux hospitaliers, notamment en envoyant des anciens (surveillants locaux) au chevet des patients Témoins de Jéhovah afin que ceux-ci s'abstiennent bien de toute transfusion sanguine, y compris dans des situations critiques.
Dans son rapport de 2001, la Mission interministérielle de lutte contre les dérives sectaires (MILS) estime à propos des CLH qu' « en tout état de cause, [ceux-ci] adressent des injonctions au malade et à son entourage, exercent leur vigilance sur les services hospitaliers, "recommandent" parfois des produits de substitution coûteux. Ceci peut aboutir à des situations qui, indépendamment des pressions exercées sur le malade et son entourage dans une situation de détresse, érigent les comités de liaison hospitaliers en instances de contrôle illégales et illégitimes. Ces agissements peuvent compromettre le fonctionnement des établissements de soins et porter atteinte au service public hospitalier ».
Un néphrologue de la région lyonnaise, dont le patient Témoin de Jéhovah est décédé pour avoir refusé une transfusion sanguine, après une transplantation rénale en 2002, a témoigné : « Au pied du lit, aux côtés de l'épouse et des enfants, également adeptes de la secte, "une espèce de gourou" bombarde l'équipe soignante de directives médicales (...) pour respecter l'interdit divin, nous avons épuisé toutes les thérapeutiques substitutives imaginables et avons été obligés de maintenir des techniques invraisemblablement coûteuses et totalement inutiles. C'est comme si on avait essayé d'éteindre un incendie avec tout, sauf de l'eau. » Selon un ancien adepte, cet homme était un responsable local du Comité de liaison hospitalier : « Les CHL sont des équipes spécialement formées en communication sur la question du sang et chargées de faire du lobbying auprès des professionnels de la santé. Campagnes, conférences, périodiques... L'organisation est dirigée depuis New York, par une dizaine de gérontes. Sous couvert d'un pseudo habillage scientifique, où ils invoquent les risques liés aux transfusions sanguines, ils infiltrent le milieu médical et rendent les médecins, à leur corps défendant, complices d'un conditionnement mortel ».
En 2005, le journal France-Soir signale que les Comités de liaison hospitaliers des Témoins multiplient les ambassades auprès des chefs de services les plus concernés par les problèmes de transfusion : anesthésie-réanimation, orthopédie, chirurgie... En quatre ans, dix mille exemplaires d'une vidéo, produite par le service d'information hospitalier de Brooklyn ont été diffusés dans tous les hôpitaux de France. Intitulé "Les alternatives à la transfusion", ce DVD est censé faire le point sur toutes les techniques existant pour limiter ou éviter le recours à la transfusion. En 2006, ce DVD a été analysé à la demande de la Commission parlementaire sur les sectes par l'Académie nationale de médecine et la Haute Autorité de santé qui ont dénoncé, l'une « des banalités, des approximations, et surtout des oublis tout à fait nuisibles à la sécurité transfusionnelle », l'autre des méthodes « pseudo-scientifiques» (cf. supra l'analyse du DVD diffusé par les Témoins de Jéhovah sur les alternatives à la transfusion sanguine).
Jonathan Lavoie, ex-Témoin de Jéhovah militant pour le rejet des refus de soins pour causes religieuses, a déclaré lors de l'entrevue d'une télévision canadienne que la France allait prendre des mesures pour interdire l'accès aux hôpitaux des CLH.

#### Générale
L'Association de défense de la famille et de l'individu (ADFI) juge que les démarches de ces organisations émanant des Témoins de Jéhovah constituent « une véritable offensive menée par la secte qui laisse croire que, dans tous les cas, la transfusion peut-être remplacée par autre chose, ce qui est faux, et fait de plus en plus pression pour être reconnue comme une religion ».
Un professeur, au départ prévu parmi les intervenants d'un colloque organisé par l'AMS, a ensuite renoncé à sa participation. Toutefois, alors qu'il avait prévenu par courrier six mois à l'avance qu'il ne participerait finalement pas à ce colloque, son nom figurait toujours sur la liste du comité d'organisation et circulait sur Internet. Il s'en est indigné : « C'est malhonnête, j'ai été manipulé ».
Auditionné par la commission parlementaire sur les sectes de 2006, le sociologue Bertrand Sachs a déclaré à propos de l'ANDP que « cette association fait partie de ces associations lobbyistes qui existent dans le milieu sectaire, et qui font tout pour égarer le public, notamment à travers leurs intitulés, qui, d'une part, ressemblent toujours à des intitulés officiels, et d'autre part, font toujours référence à la défense de la personne et de l'être humain ». Quant à  Jean-Pierre Brard, député membre des commissions parlementaires sur les sectes, il s'est exprimé à propos de cette association dans les termes suivants (JO du 15/12/2003) : « Les Témoins de Jéhovah avancent masqués. Il a fallu toute la vigilance du président du Sénat pour empêcher que se tienne, dans l'enceinte du Palais du Luxembourg, un colloque organisé par une des nombreuses associations qui servent de faux-nez aux Témoins de Jéhovah. »

#### Débat public sur les droits des malades
Après avoir décrit le rôle des CLH et de l'AMS, la Mission interministérielle de lutte contre les sectes (MILS) a signalé dans son rapport de 2001 : « Sachant l'aptitude des mouvements sectaires à pratiquer la désinformation, leur habileté à s'introduire dans les instances et publications officielles, il n'est pas infondé de craindre que certains aspects du débat public sur les droits des malades ne se soient développés sur la base de notions tronquées. » À cet égard, elle signale l'ouvrage "Consentement éclairé et transfusion sanguine" publié en 1996 par les éditions de l'École Nationale de la santé publique, sous la direction de Sophie Gromb et Alain Garay, Témoin de Jéhovah lui-même et avocat des Témoins de Jéhovah.

### Position des Témoins de Jéhovah
- "Meeting the clinical challenge of care for Jehovah?s Witnesses", Transfusion medicine reviews, volume 18, issue 2, pp. 105-116, avril 2004

### Point de vue juridique et éthique
- Sophie Gromb et Alain Garay (avocat des Témoins de Jéhovah) (sous la direction de), Consentement éclairé et transfusion sanguine : aspect juridique et éthiques, Éditions École Nationale de la Santé Publique (ENSP), Rennes, 1996.
- Comité Consultatif de Bioéthique (Belgique), Refus de transfusion sanguine par les Témoins de Jéhovah, avis no 16, 25 mars 2002.
- Chauvaux Didier, " Transfusion contre la volonté du patient ", Revue Française de Droit Administratif, janvier-février 2002, 146-156.
- Garay Alain, " Choix thérapeutique et transfusion sanguine ", Les Petites Affiches, 26 décembre 1994, no 154, p. 10-15.
- Garay Alain, " Les implications du refus parental de transfusion sanguine ", La Gazette du Palais, 1995, 2e sem., p. 928-938.
- Pansier Frédéric-Jérôme (membre de l'association Nata pour l'avancement des médecines sans transfusions, montée en partie par des Témoins de Jéhovah), " Transfusion et Religion ", La Gazette du Palais, 1995, 1er sem., p. 42-46.
- Yannick Thiels, « La critique des mouvements religieux minoritaires. Des reproches de Celse quant au christianisme primitif aux accusations des associations anti-sectes à l'égard des minorités de conviction », Revue interdisciplinaire d'études juridiques, vol. 65,‎ 2010, p. 179-206 (DOI 10.3917/riej.065.0179)

### Point de vue médical
- Colloque, La Chirurgie sans Transfusion - Aspects chirurgicaux et anesthésiologiques Enjeux juridiques et éthiques, Éditions École Nationale de la Santé Publique (ENSP), Rennes, 1996. (Colloque organisé en par l'association parallèle des Témoins de Jéhovah AMS )
- Dixon J. Lowell (ancien membre de l'équipe médicale du siège mondial des Témoins de Jéhovah), " Blood: Whose Choice and Whose Conscience? ", New York State Journal of Medicine, 1988, 88 : 463-464.
- Dixon J. L., Smalley M. G., " Jehovah's Witnesses-The Surgical/Ethical Challenge ", The Journal of the American Medical Association (JAMA), November 27, 1981, Volume 246, no 21, p. 2471, 2472.
- Kitchens Craig S., " Are Transfusion Overrated? Surgical Outcome of Jehovah's Witnesses ", Am. J. Med., February 1993.
- Viele M. K., Weiskopf R. B., " What can we learn about the need for transfusion from patients who refuse blood? The experience with Jehovah's Witnesses ", Transfusion 1994, 34 : 396-401.
- Chirurgie et transfusion chez les patients témoins de Jéhovah. Mise au point médico-légale, Annales de Chirurgie, Volume 129, Issue 5, June 2004, Pages 263-268, J. Loriau, C. Manaouil, D. Montpellier, M. Graser and O. Jarde
- La transfusion sanguine demain, Patrick Hervé, Jean Yves Muller, Pierre Tiberghien. Édité par John Libbey 2005 (selon l'Académie nationale de médecine, c'est ce livre qui contient les informations les plus exhaustives sur les méthodes alternatives à la transfusion sanguine, « qu'il vaudrait mieux appeler stratégies d'épargne des hématies ou des plaquettes. » — Voir dans les annexes du Rapport 3507 de la commission d'enquête parlementaire relative à l'influence des mouvements sectaires sur les mineurs, la lettre du professeur Jacques-Louis Binet, secrétaire perpétuel de l'Académie Nationale de Médecine.
- « Refus de la transfusion sanguine par le patient adulte : quelles sont les alternatives ? (Blood Save 2017) » Médecine sans transfusion : Une conférence historique à l’Université de Padoue, Italie (24 novembre 2017).

### Études de cas
- Éloïse Dupuis (1989 — 2016):
  - Olivier Bernard, « Épisode spécial, première partie – Éloïse »  [audio], Dérives, sur Radio Canada, 20 novembre 2024 ;
  - Olivier Bernard, « Épisode spécial, deuxième partie – Le sang »  [audio], Dérives, sur Radio Canada, 20 novembre 2024.